# Energoutilaj
Energoutilaj este o companie care se ocupă cu închirierea macaralelor și cu transportul de mărfuri din România.
Firma este controlată de fondul american de investiții Broadhurst Investments, care deține în mod direct 47,79% din acțiuni, iar prin Electroaparataj București 23,71% din titluri.
În acționariatul Energoutilaj se mai regăsește și firma Bil Investiții din București, cu 19,45% din titluri.
Acțiunile Energoutilaj sunt listate pe piața Rasdaq a Bursei de Valori București, sub simbolul ENES, din februarie 1997
Cifra de afaceri:
- 2007: 8,5 milioane lei[4]
- 2006: 6 milioane lei (1,7 milioane euro)[1]
- 2005: 7 milioane lei[1]

Venit net:
- 2007: 2,6 milioane lei (718.670 euro)[4]
- 2006: 766.000 lei (227.000 euro)[1]
- 2005: -637.000 lei (pierdere)[1]